# Charente (Fluss)
Die Charente ist ein Fluss im Westen Frankreichs, der in der Region Nouvelle-Aquitaine verläuft. Sie entspringt im Gemeindegebiet von Chéronnac. Zunächst entwässert sie nach Nordwesten, dreht bei Civray in südlicher Richtung und erreicht schließlich Angoulême. Dort wendet sie sich nach Westen und fließt an Jarnac und Cognac vorbei, etwa bis Saintes. Zuletzt strömt sie nach Nordwesten und mündet unterhalb von Rochefort am Golf von Biskaya in den Atlantischen Ozean. Die Mündung befindet sich gegenüber der Île d’Oléron. Der Fluss ist rund 381 Kilometer lang und von der Mündung bis Angoulême auf einer Länge von etwa 150 Kilometern mit Schiffen befahrbar. Unterhalb von Saint-Savinien ist er bereits von den Gezeiten beeinflusst und bildet einen Mündungstrichter. Die Charente war einst ein wichtiger Transportweg für den berühmten französischen Weinbrand, der nach seiner Herkunft als Cognac bezeichnet wird. Heute wird der Fluss überwiegend von Touristen mit Sport- und Hausbooten genutzt.

## Durchquerte Départements
- Haute-Vienne
- Vienne
- Charente
- Charente-Maritime

## Nebenflüsse
- Linke Nebenflüsse:
  - Moulde
  - Lizonne
  - Argent-Or
  - Son-Sonnette
  - Bonnieure
  - Argence
  - Touvre
  - Eaux Claires
  - Charreau
  - Boème
  - Né
  - Seugne
  - Arnoult
- Rechte Nebenflüsse:
  - Transon
  - Péruse
  - Bief
  - Aume
  - Nouère
  - Soloire
  - Antenne
  - Bramerit
  - Boutonne
  - Devise

## Orte am Fluss
- Chéronnac
- Roumazières-Loubert
- Alloue
- Charroux
- Civray
- Ruffec
- Verteuil-sur-Charente
- Luxé
- Mansle
- Montignac-Charente
- Saint-Yrieix-sur-Charente
- Angoulême
- Nersac
- Châteauneuf-sur-Charente
- Jarnac
- Cognac
- Saintes
- Tonnay-Charente
- Rochefort
- Fouras